# سلالة برشلونة
أسرة برشلونة سلالة عريقة في القرون الوسطى حكمت كونتية برشلونة بدأ من 878 وتاج أراغون كـ ملوك من 1162، وينحدروا من خط الذكور من ويلفريد المشعر، واستمرت تحكم هذه الأسرة هذه الممالك من (أراغون، صقلية، فالنسيا، مايوركا) وكونتات من (برشلونة وكتالونيا) حتى 1410، حتى وفاة مارتن الأول دون وريث ذكر، ومن فروع أخر حكمت أورجيل وأيضا بروفانس وكونتية أوسونا وغانديا، وأيضا صقلية، وبعد عام 1412 بحلول تسوية كاسبي تم تسوية العرش إلى أسرة تراستامارا المتحدرين من انفانتا ليونور من أراغون هي أبنة بيدرو الرابع ملك أراغون.